# Sturm im Wasserglas (Bruno Frank)
Sturm im Wasserglas. Komödie in drei Akten ist ein Schauspiel von Bruno Frank aus dem Jahr 1930. Franks erfolgreichstes, heute kaum noch gespieltes Stück wurde 1931 und später mehrfach verfilmt, 1937 auch in einer englischen Version.
Die „auf den ersten Blick leicht daherkommende Komödie“ mit ihrer zeitlosen Handlung knüpft an die Tradition des Volkstheaters und des französischen Boulevardtheaters an. Sie „lebt nicht zuletzt von ihrem Lokalkolorit, vom durch den bayerischen Dialekt geprägten Wortwitz“.
Ein idealistisch gesinnter Journalist, getrieben von Zivilcourage und humaner Gesinnung, setzt seine Existenz aufs Spiel, indem er in einem scheinbaren Bagatellfall die soziale Kälte eines karrieresüchtigen, heuchlerischen Kommunalpolitikers aufdeckt und so eine arme Frau aus einer Notlage rettet.
Hinweis: Zahlen in runden Klammern, zum Beispiel (512), verweisen auf die entsprechende Seite in den Ausgewählten Werken von Bruno Frank aus dem Jahr 1957 (#Frank 1957).

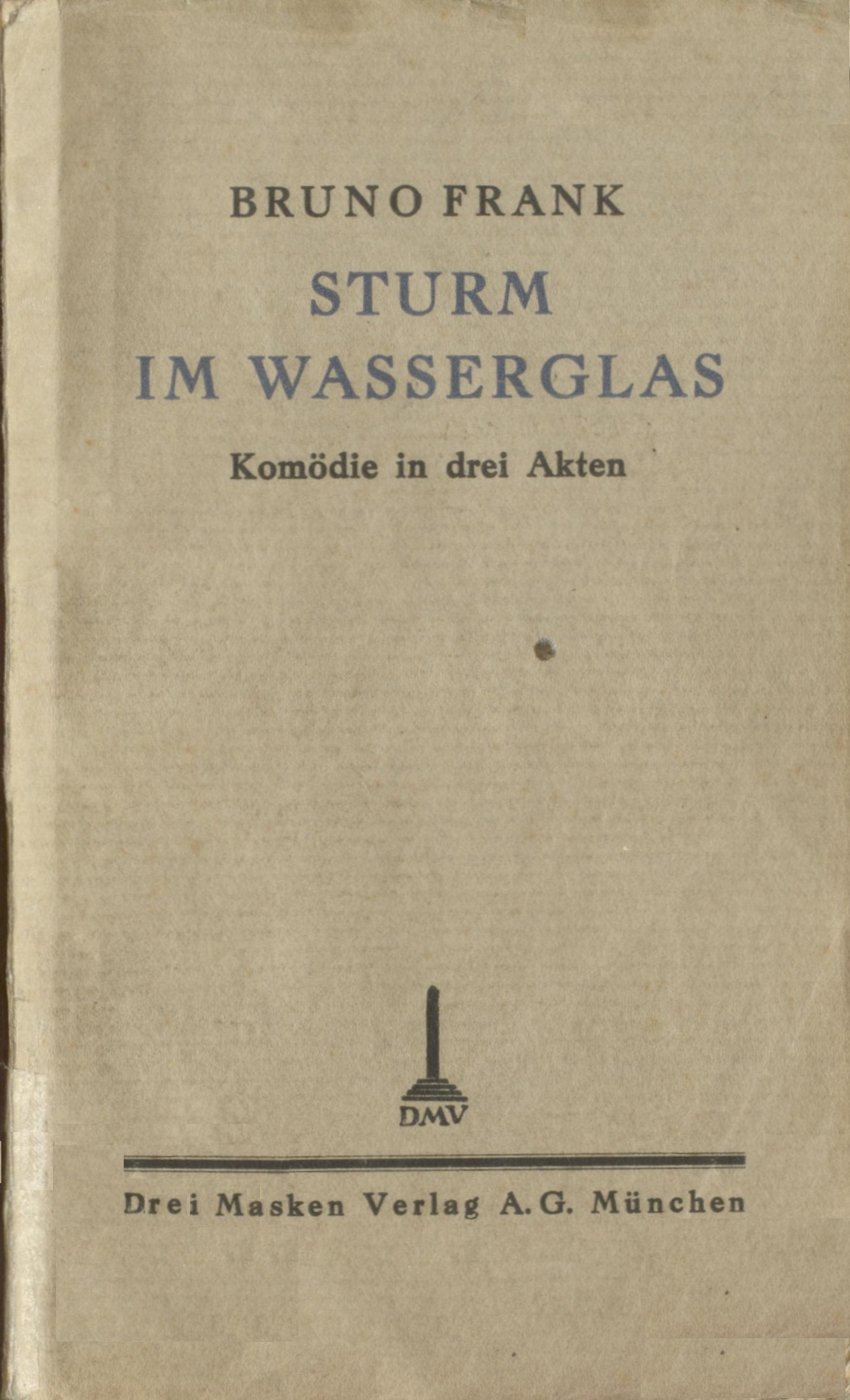
Sturm im Wasserglas

## Handlung

### Erster Akt
Zimmer bei Thoss. – Der junge Redakteur Franz Burdach soll im Auftrag von Quilling, dem Herausgeber der Abendpost, den Bürgermeisterkandidaten Stadtrat Doktor Thoss interviewen. Statt Thoss trifft er dessen attraktive Gattin an. Zwischen beiden entspinnt sich ein charmantes Geplauder. Frau Vogl, eine einfache, ältere Frau, dringt herein und versucht, ihr Anliegen vorzubringen. Da Thoss nicht zuhause ist, lässt Viktoria sie in einem Nebenraum warten. Sie gibt Burdach ihr Mitgefühl mit der Frau zu erkennen, was dieser mit Begeisterung aufnimmt.
Viktorias Freundin Lisa, Quillings Frau, tritt ein. Sie ignoriert Burdach, der sich vorübergehend verabschiedet. Lisa, die heftig schwärmt für Thoss, dringt in Viktoria, gesellschaftlichen Ehrgeiz zu entwickeln, während diese sich damit begnügen will, ihrem Mann eine loyale Partnerin zu sein. Endlich erscheint Thoss, und als er allein mit seiner Frau ist, bringt er genervt den Fall eines Pförtners zur Sprache, über dessen Lohnerhöhungswunsch man in der Kommission endlos diskutiert hat. Viktoria erkundigt sich mitfühlend nach Einzelheiten. Thoss macht ihr klar, dass ihm der Pförtner vollkommen gleichgültig ist und sein Augenmerk nur dem großen Ganzen gilt.
Amtsdiener Pfaffenzeller tritt ein und legt Thoss Akten zur Unterschrift vor. Zufällig bringt er den Fall der Frau Vogl zur Sprache. Sie kann die Hundesteuer nicht bezahlen, deren Verdoppelung Thoss durchgesetzt hat. Ihr Hund ist im Gewahrsam des Amtsdieners und soll nach Fristablauf getötet werden. Pfaffenzellers Appell an Thoss, Gnade vor Recht ergehen zu lassen, stößt bei diesem auf taube Ohren. Frau Vogl dringt wieder ins Zimmer. Thoss versucht vergeblich, sie abzuwimmeln. Während Pfaffenzeller und Frau Vogl sich angelegentlich über den Hund Toni unterhalten, kommen Viktoria und Burdach hinzu.
Thoss erklärt, dass es nicht um die Sache, sondern ums Prinzip geht, und dass er dieses ohne jede Rücksicht durchsetzen will. Viktoria führt Frau Vogl hinaus, und Burdach schlägt Thoss vor, gemeinsam die Steuer anstelle der armen Frau zu bezahlen, aber dieser bleibt unerbittlich. In dem anschließenden Interview schwafelt Thoss von seinen sozialen Überzeugungen, während Burdach den Fall der Frau Vogl nicht vergessen kann. Zwischendurch wirft Thoss die alte Frau aus dem Haus und setzt seinen Redeschwall fort. Aber Burdach hört längst nicht mehr hin ...

### Zweiter Akt
Gleiches Zimmer, am nächsten Tag. – Viktoria ist allein, Thoss ist unterwegs, um seine Wahlrede zu halten. Frau Vogl wird gemeldet. In einem langen Redeschwall erklärt sie, dass ihr Hund ihr ein und alles ist. Viktoria sieht kaum eine Möglichkeit, der alten Frau zu helfen. Frau Vogl berichtet von einem Artikel in der Abendpost, der Thoss’ Gnadenlosigkeit skandalisiert und zu einer Spendensammlung für Frau Vogl aufruft.
Lisa tritt ein, sie ist in höchster Erregung. Thoss wurde in der Wahlversammlung mit Gebell empfangen und niedergeschrien. Burdach, der Autor des Skandalartikels, kommt herein, um sich vor Thoss zu verantworten. Viktoria muss erkennen, dass Burdach seine Existenz für seine Überzeugung aufs Spiel gesetzt hat. Als Kind erlebte er die grausame Misshandlung hilfloser Tiere und schwor sich, als Erwachsener nie mehr tatenlos zuzuschauen.
Thoss kommt herein, am Boden zerstört, er wurde der Lächerlichkeit preisgegeben, seine Karriere ist beendet. Er und der hinzukommende Quilling beschimpfen Burdach, er wird entlassen. Vor dem Haus hat sich eine Menschenmenge versammelt, die unter Hundegebell heftig protestiert. Thoss bricht zusammen, und Lisa, die ihn trösten will, verrät ihre Liebesbeziehung mit ihm. Thoss droht Burdach, ihn zu vernichten. Pfaffenzeller tritt ein und berichtet, der Hund sei aus dem Gewahrsam gestohlen worden.

### Dritter Akt
Im Amtsgericht. – Thoss hat Burdach des Hundediebstahls angeklagt, weil er Toni aus der Amtsstube entführt und zu Frau Vogl zurückgebracht hat. Viktoria und Thoss sind geschieden, Thoss ging in die Industrie nach Berlin, Quilling und Lisa „liegen in Scheidung“ und Frau Vogl hat wieder ihren Hund und will sich nach der ergiebigen Spendenaktion demnächst einen Kiosk kaufen. Vor Gericht stellt sich heraus, dass Burdach kein Verbrechen begangen hat, da er nicht eingebrochen hat, sondern den Hund aus einem unverschlossenen Verschlag entwendete. Es handelt sich daher um einen Verstrickungsbruch, den der Richter milde mit einem Tag Haft auf Bewährung bestraft. Großes Happy End: Viktoria und Burdach werden ein Paar, Burdach wird wieder angestellt, Quilling und Lisa versöhnen sich und Frau Vogl und Pfaffenzeller sehen zusammen mit Toni einer rosigen Zukunft entgegen.

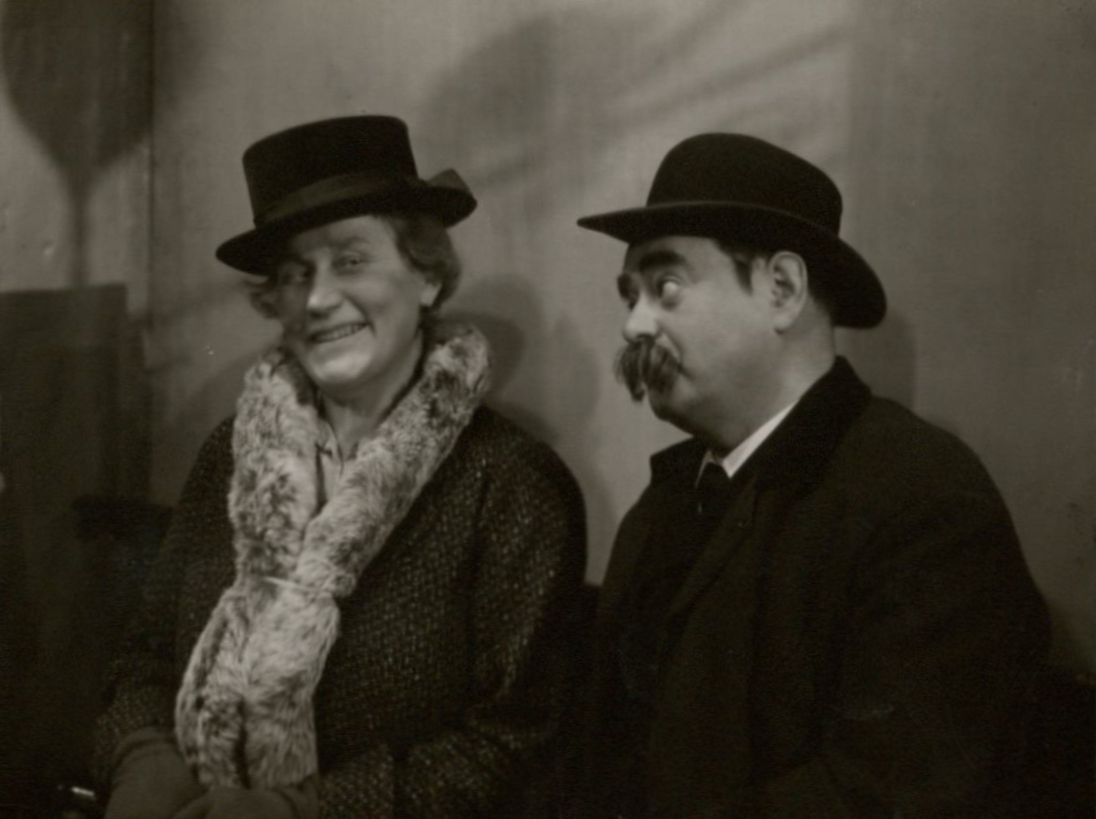
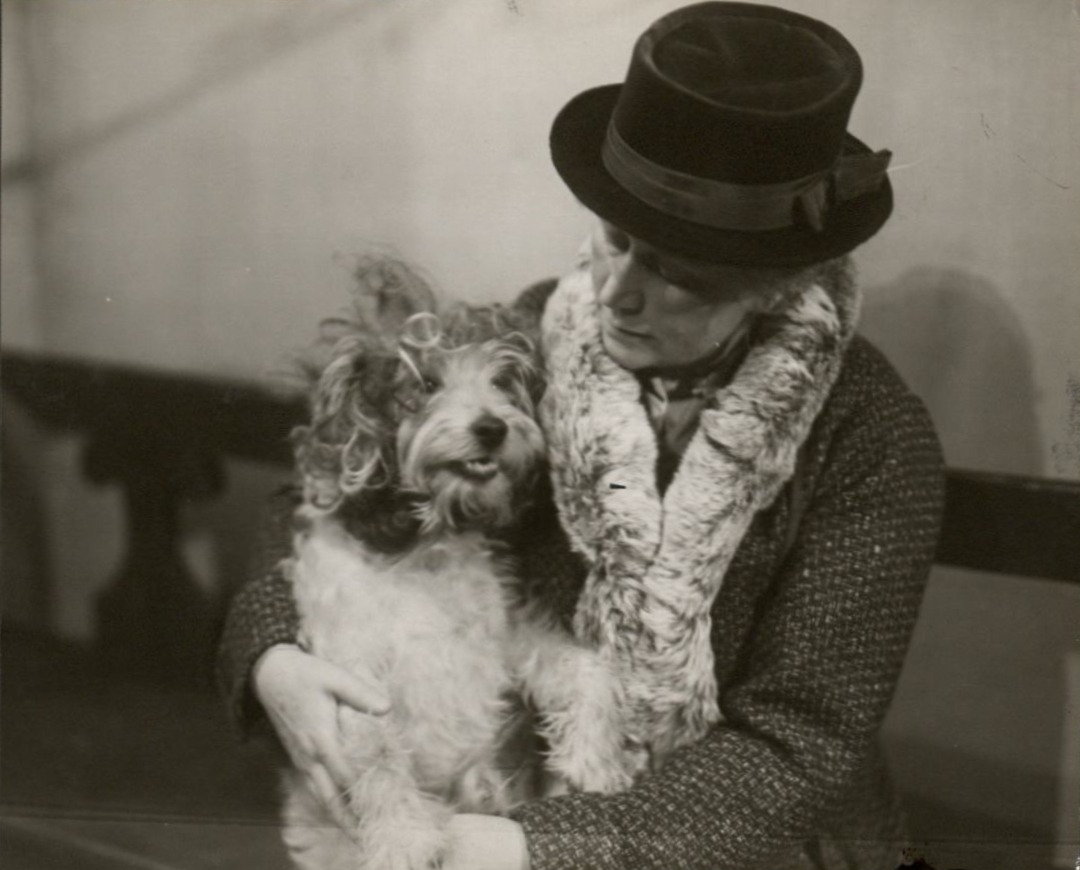

Szenenfotos aus Bruno Franks „Sturm im Wasserglas“ in der Aufführung vom 19. Dezember 1930
im Staatstheater Stuttgart. Frau Vogl (Emmy Remolt-Jessen), Pfaffenzeller und Hund Toni im Flur des Gerichts.

## Personen

### Hauptrollen
- Stadtrat Doktor Konrad Thoss ist „ein gut aussehender Mann, Ende dreißig“ (519), ein politischer Karrierist und engstirniger Bürokrat, der Bürgermeister werden will und nach noch Höherem strebt. In Fensterreden schwafelt er von der ihm gestellten Aufgabe „die geistige und körperliche, sittliche und wirtschaftliche Wohlfahrt der gesamten Einwohnerschaft zu festigen und zu fördern“ (529), und entlarvt sich bei der ersten besten Gelegenheit als heuchlerischer Verächter des „kleinen Mannes“.
- Seine Ehefrau Viktoria ist „eine reizende junge Frau, impulsiv, heiter und frei“ (513). Trotz ihrer gesellschaftlichen Stellung hat sie sich ihre unverbildete Natürlichkeit und ihr menschliches Mitgefühl erhalten.
- Der Herausgeber der „Abendpost“ Quilling ist „ein behäbiger Herr gegen fünfzig, Typ eines saturierten Großbürgers, dem seine Ruhe lieb ist.“ (545). Er steht auf der Seite der Macht, deren Sprachrohr seine Zeitung ist.
- Seine Frau Lisa ist „eine noch junge, lebhafte Dame, der aber etwas Naives und Provinzielles anhaftet“ (517). Sie hält sich und ihresgleichen „für etwas Besseres“ und hat kein Verständnis für „einfache Leute“.
- Franz Burdach ist Redakteur bei der „Abendpost“ und „ein junger Mensch von vielleicht Achtundzwanzig, höchst unbekümmert und frisch, alles andere eher als »edel« und pathetisch“ (513), ein unbestechlicher Idealist, den auch existentielle Bedrohungen nicht verbiegen.
- Frau Vogl ist eine Blumenfrau „um die Fünfzig, derb, mit allen Kennzeichen großer Gutmütigkeit“ (515). Sie ist eine Frau aus dem Volk, die nichts von großer Politik versteht, aber das Herz auf dem rechten Fleck hat.
- Der Amtsdiener Pfaffenzeller ist „ein behäbiger Mann von über fünfzig“ (523). Er ist ein biederer Beamter, aber nicht ohne eigenes Urteil und menschliches Mitgefühl.

### Nebenrollen
- Betty, Stubenmädchen bei Thoss.

In der Gerichtsverhandlung des dritten Akts treten die folgenden Personen hinzu:
- Der Vorsitzende des Amtsgerichts (555).
- Der Staatsanwalt, ein Mann des Gesetzes, der Frau Vogls Hund für „ein ganz besonders wertloses, schäbiges, aus allen Rassen zusammengestoppeltes Exemplar“ hält (568).
- Der Tierarzt Unzelmann tritt als Gutachter auf, der Tonis Rasse und seinen Verkaufswert bestimmen soll (566).

Außerdem:
- Toni, „eine Art kleiner Schnauzer“ (563).
- Zwei Schöffen, zwei Gerichtsdiener und ein Protokollführer (stumme Rolle).

## Entstehung
Link zum Bild

In München setzte 1928 der Stadtrat eine drastische Erhöhung der Hundesteuer durch. Am 1. Juli versammelten sich 6.000 Hundebesitzer mit ihren Hunden zu einer „Hundedemo“. Der Demonstrationszug zog in Begleitung einer Musikkapelle von der Theresienwiese durch die Straßen, um gegen die hohe Steuer zu protestieren. Schließlich sah sich der Stadtrat gezwungen, die Steuererhöhung zurückzunehmen. Der Skandal um die Hundesteuererhöhung schlug so hohe Wellen in der Öffentlichkeit, dass sich Th. Th. Heine noch vier Jahre später im Simplicissimus in einer politischen Karikatur darauf beziehen konnte, und selbst in unserer Zeit wird im München-Baedeker in dem Abschnitt „Kurioses“ noch dieses Aufstandes der Hundehalter gedacht.
Bruno Frank, der damals in München lebte, nahm den rücksichtslosen und unsozialen Akt der politischen Klasse zum Anlass für seine „Theatersatire gegen die bornierte Engstirnigkeit der Bürokratie“. Anhand eines scheinbar nichtigen Einzelfalls – eine alte Frau kann die erhöhte Hundesteuer nicht mehr bezahlen – deckt er die Scheinmoral eines gewissenlosen Politikers auf, dem er den jungen, idealistisch gesinnten Journalisten Burdach gegenüberstellt, der sich mit Zivilcourage für die entrechtete Frau einsetzt und dadurch seine Existenz verspielt. Der Titel des Stücks ist vor diesem Hintergrund eher ironisch zu verstehen, denn von einem Sturm im Wasserglas kann nur der persönlich unberührte Politiker aus seiner Vogelperspektive sprechen, oder wie es Burdach ausdrückt: „Es gibt keine kleinen Härten.“
Daneben nutzte Frank die Gelegenheit, beispielhaft das Menetekel des drohenden nationalsozialistischen Vormarschs auszumalen (bei der Reichstagswahl am 14. September 1930 wurde die NSDAP zur zweitstärksten Partei), indem er in einer Rassehundparabel durch immer wiederkehrende Seitenhiebe den nationalsozialistischen Rassenwahn der Lächerlichkeit preisgab.
In seiner „Kleinen Autobiographie“ aus dem Jahr 1930 fasste Bruno Frank seine sechs Universitätsjahre kurz und bündig zusammen: „Er studierte dann an mehreren Universitäten Jurisprudenz, seinem wundervollen Vater zuliebe mit heiligem Eifer, aber äußerst geringer Begabung.“ Das juristische Studium ging trotz seines erklärten Widerwillens nicht spurlos an ihm vorüber. Der tiefere Einblick in Rechtswesen und Justiz, den er dabei gewann, erlaubte ihm, in seinem Werk Fragen des Rechts und des Strafvollzugs mit Sachkunde und Leidenschaft zu diskutieren („Der Großkanzler“ in Tage des Königs, Sechzehntausend Francs, Der Goldene).
Die Gerichtsverhandlung im dritten Akt des „Sturm im Wasserglas“ bot ihm eine willkommene Plattform, das Gerichtswesen mit galligem Humor, aber auch mit viel menschlicher Sympathie zu persiflieren. Unter anderem demonstrierte er an einem sinnfälligen Beispiel die Weltfremdheit der juristischen Kaste, wenn er den Gerichtsdiener den Unterschied zwischen einem Einbruch und einem Verstrickungsbruch erklären lässt, und wenn der Gerichtsdiener dem Redakteur Burdach an den Kopf wirft: „Sie wolln a gebildeter Mensch sein und wissn net amal, was a Verstrickungsbruch is. Da siecht ma’s wieda!“

## Aufführungen
Link zum Bild

Sturm im Wasserglas wurde am 29. August 1930 im Schauspielhaus Dresden uraufgeführt. Der Simplicissimus berichtete in seiner Ausgabe vom 3. November 1930 über einen Vorfall, der sich bei einer der Aufführungen am Dresdener Schauspielhaus zutrug:

„Bei einer Aufführung von Bruno Franks ‚Sturm im Wasserglas‘ im Staatlichen Schauspielhaus in Dresden brach an der Stelle, wo der nicht gerade rassereine Hund Toni vor Gericht vorgeführt wird und der Magistratsdiener Pfaffenzeller zur Charakterisierung sagt: ‚Nach Thüringen hätten s’ den Toni net neing’lassen‘, ein minutenlanges Gelächter aus. Am nächsten Tage erhielt der Schauspieler, der den Pfaffenzeller zu spielen hat, von der Staatlichen Direktion des Schauspielhauses ein amtliches Schreiben, in dem er angewiesen wurde, die Worte bezüglich Tonis und Thüringens in Zukunft wegzulassen. – Wenn das so weitergeht, werden wir bald nichts mehr zu lachen haben.“

„In München, dem Ort von dem sie [die Komödie] inspiriert und für den sie eigentlich geschrieben wurde“, fand die Premiere drei Wochen später als in Dresden statt, am 22. September 1930 in den Münchner Kammerspielen, mit einer idealen Besetzung, wie ein Kritiker urteilte: Kurt Horwitz als Thoss, Hans Schweikart (später O. E. Hasse) als Burdach, Ehmi Bessel (später Erika Mann) als Viktoria und Therese Giehse (später Liesl Karlstadt) als Frau Vogl. Auch das Württembergische Landestheater in Bruno Franks Heimatstadt Stuttgart führte das Stück auf, mit seiner Freundin Emmy Remolt-Jessen in der Rolle der Frau Vogl, und zwar 23 Mal im Jahr 1930 und 8 Mal im Jahr 1932 kurz vor der Machtergreifung der Nationalsozialisten. Das Stück erlebte in den ersten Jahren eine große Zahl von Inszenierungen an den deutschen Bühnen, wie eine Sammlung des Ehepaars Frank beweist, die 48 Fotos von Hunden umfasste, die den „Toni“ verkörpert hatten. Bereits im April 1931 kam das Stück unter dem Titel „Die Blumenfrau von Lindenau“ als Spielfilm in die Kinos.
Der schottische Theaterautor James Bridie übertrug Bruno Franks Text 1936 auf englisch-schottische Verhältnisse und ersetzte die bayrischen Mundartpassagen ins Schottische, so dass das Lokalkolorit des Originals erhalten blieb. Die Uraufführung fand im gleichen Jahr in der schottischen Hauptstadt Edinburgh statt, anschließend wurde das Stück mit großem Erfolg über 400-mal in London aufgeführt. Sogar eine Privatvorstellung für den englischen König Eduard VIII. fand am 17. Mai 1936 in Anwesenheit von Bruno und Liesl Frank statt. Thomas Manns Tochter Erika Mann, die sich damals in London aufhielt, schrieb darüber an ihre Mutter Katia Mann am 18. Mai 1836:

„… im übrigen aber ist gestern und im Haus jener Lady Cunard, mit der auch ich heute speiste, ganz einfach der dritte Akt von Sturm im Wasserglas dem König vorgespielt worden (der, wegen seiner Trauer, nicht ins Theater darf), – es muß ganz groß gewesen sein, auch Churchill war da, Liesl [Frank] durfte einen Hofknix machen und (nur zu vierzehnt war man alles in allem) mit dem König speisen, – es muß doch immerhin ein rechter Spaß gewesen sein und wird gewiß den Goebbels ärgern und den Hitler auch.“

Am Broadway lief Bridies Übersetzung 1937 unter dem Titel „Storm over Patsy“, erreichte aber nur 48 Aufführungen. Ebenfalls 1937 wurde die Komödie unter dem ursprünglichen Titel „Storm in a Teacup“ in England verfilmt. Hauptdarsteller waren Vivien Leigh und Rex Harrison, der in dem Film seine erste Hauptrolle spielte.
1933 erhob Bruno Frank Einspruch gegen die Aufführung seiner Theaterstücke in Deutschland. Es ist nicht bekannt, ob seine Stücke trotzdem noch während der Zeit des Nationalsozialismus aufgeführt wurden. Nach dem Zweiten Weltkrieg war das Stück bis zu Beginn der 1990er Jahre fast regelmäßig mit meist ein bis zwei Inszenierungen auf deutschsprachigen Bühnen vertreten. Danach wurde das Stück scheinbar nicht mehr inszeniert. Diese Angaben beruhen auf den jährlichen Werkstatistiken der deutschen Bühnen für die Zeit von 1948 bis 2011. Sie sind teilweise lückenhaft und über die Jahre nur eingeschränkt vergleichbar, bieten jedoch mangels besserer Quellen die einzige Möglichkeit zur Beurteilung der wahrscheinlichen Häufigkeit von Theaterinszenierungen und -aufführungen.

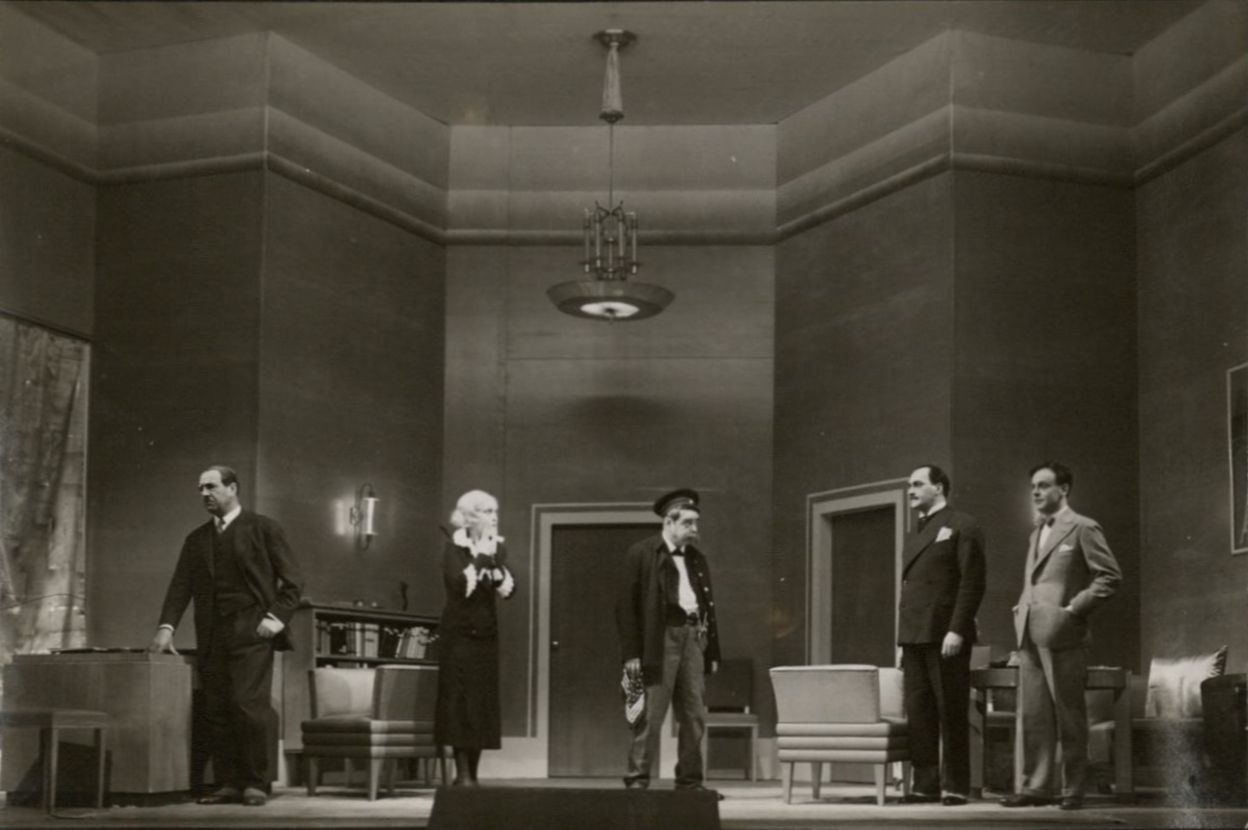
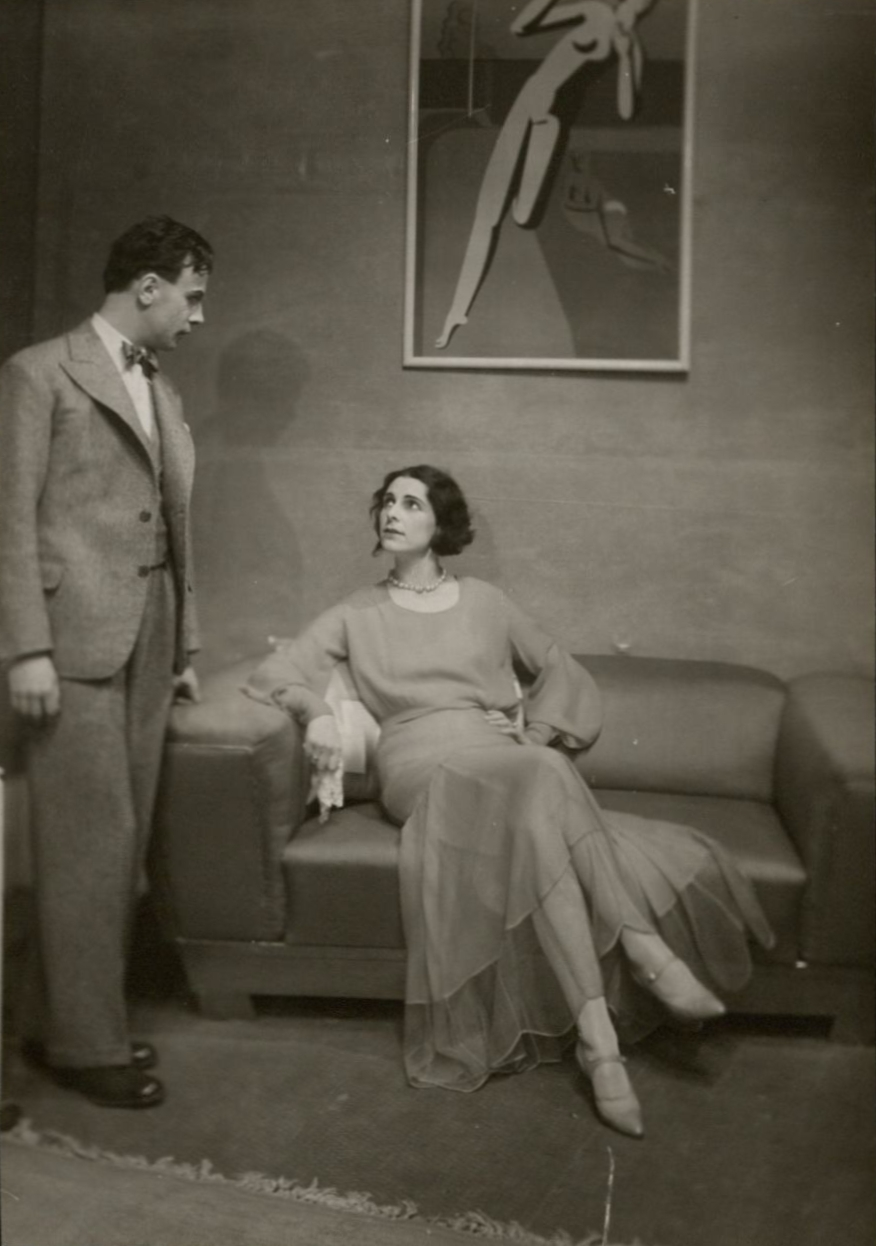

Szenenfotos aus Bruno Franks „Sturm im Wasserglas“ in der Aufführung vom 19. Dezember 1930
im Württembergischen Landestheater Stuttgart.

## Rezeption
1929 äußerte sich Bruno Frank über seine Theaterproduktionen:

„Um die größte Ruhe und Bequemlichkeit zum Schreiben meiner Romane zu erreichen, werde ich weiter fortfahren, alljährlich ein Bühnenstück als Einnahmequelle zu verfassen, d. h. ein Bühnenzugstück,  lediglich vom kommerziellen Standpunkt aus. Ich betrachte es als keine dichterische Leistung, sondern sehe es lediglich als interessantes Experiment an.“

Über den Sturm im Wasserglas schrieb er kurz vor der Uraufführung 1930 einem Freund:

„Es ist sicher nichts Grossartiges, aber der Versuch, den Triumph der Humanität an einem Bagatellfall zu demonstrieren, vielleicht doch ganz lustig.“

### Vorkriegsrezeption
Anlässlich der Uraufführung bemerkte ein Kritiker, es gelinge Frank,

„aus einem fast konventionellen und wirklichkeitsfremden Vorwurf Ironie und Gemüt zu schlagen und mit schürfender und sprudelnder Art, ohne jede Lehrhaftigkeit und Pose, dichterisch echte Volkstypen in ihrer inneren Spannung zur Handlung aus dem Geschehen wachsen zu lassen“

1931 kam die erste Verfilmung unter dem Titel „Die Blumenfrau von Lindenau“ heraus, der bis in unsere Tage noch einige andere folgten. Als Maßstab für den Bühnenerfolg des Stücks im deutschsprachigen Raum kann gelten, dass das Ehepaar Frank „zwei Fotoalben [anlegte] mit Bildern von insgesamt 48 Hunden, die den »Toni« bei den Aufführungen des Stückes in verschiedenen deutschen Städten verkörperten.“
1936 übertrug James Bridie das deutsch-bayerische Stück unter dem Titel „Storm in a Teacup“ ins Englisch-Schottische. Nach der Erstaufführung in Edinburgh wurde die Londoner Inszenierung über 400-mal aufgeführt. Bridies Version des Stücks kam 1937 unter dem Titel „Storm over Patsy“ auch an den Broadway, erlebte jedoch kaum 50 Aufführungen. Im gleichen Jahr wurde die Komödie unter dem ursprünglichen Titel „Storm in a Teacup“ in England verfilmt. Hauptdarsteller waren Vivien Leigh und Rex Harrison, der in dem Film seine erste Hauptrolle spielte.

### Nachkriegsrezeption
In seinen Erinnerungen an Bruno Frank berichtet Herbert Günther über eine Gedächtnisveranstaltung, die bald nach Bruno Franks Tod in New York stattfand:

„… bei der Helene Thimig, Ilka Grüning, Curt Goetz und Ernst Deutsch Verse und Prosa des Verewigten sprachen, Gisela Werbezirk, Norbert Schiller und andere namhafte Schauspieler aus der Zeit vor 1933 den „Sturm im Wasserglas“ aufführten, jene unverändert aktuelle Satire auf den Typ des redegewandten, von sich selbst überzeugten, im Grunde hohlen Schwadroneurs, der als Stadtrat phrasenreich und theoretisch sein politisch-soziales Programm verkündet, aber in einem konkreten menschlichen Fall die Bewährung schuldig bleibt und somit scheitert.“

Nach dem Krieg wurden die antirassistischen Stellen des Stücks entschärft, so fehlt in den Ausgewählten Werken von 1957 die Anspielung auf Hitler, und in einem Hörspiel von 1948 wurden die entsprechenden Stellen zusammengekürzt. In einem 1954 erschienenen Schauspielführer hieß es:

„Ein sozial-ethischer Grundton klingt in dem Werk, das im übrigen mit leichter Hand und der an seinem Autor bekannten Gewandtheit verfaßt ist.“

In einer Monografie über das moderne deutsche Theater in New York stellt Peter Bauland 1968 fest, der Handlungsablauf des Stücks sei vorhersehbar, nicht frei von Klischees und recht mild in seiner Satire. Die meisten Kritiker der Broadway-Aufführung hätten seinerzeit übereingestimmt, das Stück sei gute Unterhaltung und kaum mehr, erfülle jedoch vollkommen die in es gesetzten Erwartungen.
Kindlers Neues Literaturlexikon widmete dem Stück 1989 einen Artikel. In ihm hieß es unter anderem:

„Franks bühnenwirksamer Realismus gedeiht auf dem Nährboden bayerischer Volkstheatertradition, die burlesken Genreszenen erinnern bisweilen an Ludwig Thoma und Karl Valentin. Nachhaltige Wirkungen löst der Zusammenprall von offizieller Scheinmoral und bodenständiger Handgreiflichkeit aus. Die Komödie lebt im wesentlichen vom drastischen Lokalkolorit und dem vom Dialekt geprägten Wortwitz. Das Thema der politischen Moral aus der Vogel- bzw. Hundeperspektive zu vertiefen, hat Frank versäumt, obgleich ein tragikomischer Hauch zu spüren ist, wenn die Bürger einem Hund jene humane Gesinnung entgegenbringen, die sie ihren Mitmenschen allzuoft versagen.“

In späteren Ausgaben wurde der Artikel entfernt, ebenso wie auch in neueren Schauspielführern das Stück nicht mehr behandelt wird.

## Einzelheiten

### Sturm im Wasserglas
In seiner Erzählung „Der Pfarrer von Tours“ aus dem Jahr 1832 beschreibt Honoré de Balzac zwei verfeindete Gruppen, die unter sich „einen Sturm im Wasserglas“ entfachen, ein Diktum, das Montesquieu (nach Balzac) auf Wirren in der Zwergrepublik San Marino angewandt haben soll. Ohne näheren Nachweis behaupten einige Autoren im Internet, das geflügelte Wort sei durch die gleichnamige Komödie von Bruno Frank populär geworden.
Jedenfalls bezeichnet Sturm im Wasserglas (so wie die Redensarten „viel Lärm um nichts“ nach dem Komödientitel von Shakespeare und „aus einer Mücke einen Elefanten machen“) eine große Aufregung aus einem nichtigen Anlass. Man darf jedoch daran zweifeln, dass Frank den Titel seiner Komödie wörtlich verstanden wissen wollte, denn einige Dialoge lassen den unterschwelligen Ernst erkennen, der den Autor zu seiner Komödie inspiriert hat, so zum Beispiel wenn in einem Gespräch zwischen Burdach und Viktoria diese die Hundesteuersache „als kleine Härte“ bezeichnet und Burdach kontert: „Es gibt keine kleinen Härten.“ (539) Die drei Jahre vor der Machtergreifung der Nationalsozialisten geschriebene Komödie war auch inspiriert durch ein Kindheitserlebnis von Bruno Frank. Burdach als sein Alter Ego hatte als Kind die grausame Misshandlung hilfloser Tiere erlebt und schwor sich, als Erwachsener nie mehr tatenlos zuzuschauen. Nach dem Grauen des Dritten Reichs, in dem fast ein ganzes Volk zu tatenlosen Zuschauern geworden war, erlangte Franks Kindheitserlebnis nachträglich eine vollkommen andere Tragweite.
Die titelgebende Redensart wird zweimal in der Komödie zitiert. Der Abendpostherausgeber Quilling glaubt, dass die Aufregung um die Hundeaffäre schon bald verpuffen wird: „Der ganze Sturm im Wasserglas, den dieser Herr angeblasen hat, ist aus und vorbei.“ (549) Und in der Gerichtsverhandlung im dritten Akt empört sich der Staatsanwalt: „Für wen dieser ganze Sturm im Wasserglas? Für einen Hund!“ (568)

### Rassehundparabel
In einer Hundeparabel führt Frank den Rassenwahn der Nationalsozialisten ad absurdum. – Der Bürgermeisterkandidat Thoss hat im Stadtrat die Verdopplung der Hundesteuer durchgesetzt. Frau Vogl kann die erhöhte Steuer nicht mehr bezahlen, und deswegen will der „Herr Stadtrat [ihren Hund] umbringen“ (527), das heißt töten lassen. Frau Vogl vermutet, dass den Hund auch deswegen ein so hartes Urteil trifft, „weil der Toni kein Rassehund nicht is“. Viktoria entgegnet ihr: „Das ist ein ganz dummer Standpunkt. Als ob es auf die Rasse ankäme!“ (532).
Der Redakteur Burdach, der den arretierten Hund entführt und zu Frau Vogl zurückbringt, wird des Hundediebstahls angeklagt. In der Gerichtsverhandlung fragt der Richter die Frau: „Also jedenfalls kein rein gezüchteter Hund?“, worauf diese erwidert: „Naa. Nix fürn Hitler.“ (So hieß es in der Ausgabe von 1930, in der Ausgabe von 1957 wurde „fürn Hitler“ weggelassen.)
Das Hundedrama erreicht seinen vorläufigen Höhepunkt, als der Tierarzt Unzelmann vor Gericht ein Gutachten über den Hund abgibt: „Es wird in jeder anderen Tiergattung unmöglich sein, ein Exemplar aufzufinden, das die Merkmale so vieler verschiedener Rassen in sich vereinigt.“ Nach Meinung des Tierarztes ist Frau Vogls Liebling eine Mischung aus Pinscher, Schäferhund, Vorstehhund, Spitz, Terrier und Pudel, „ein Beispiel für eine einzig dastehende Vielfalt“ (566).

### Goethe und die Hunde
Vor Beginn der Gerichtsverhandlung „wandelt [der Angeklagte Burdach] umher, die Hände in den Hosentaschen und singt mit zarter Stimme:
Ein Hündchen wird gesucht,
das weder kratzt noch beißt,
zerbrochene Gläser frißt
und Diamanten scheißt.“ (552)
Der Gerichtsdiener fragt Burdach: „Was singen Sie denn da für unanständige Lieder?“ Burdach antwortet: „Das ist von Goethe, Sie!“ Darauf der Gerichtsdiener: „Sso, vom Goethe!“ (552)
„Goethe hatte ein gebrochenes Verhältnis zu Hunden. Im »Faust« kommt Mephisto als Vierbeiner daher. Aber auf der Theaterbühne wollte der Dichter kein Tier sehen. Da kündigte er lieber [seine Stelle als Leiter des Weimarer Hoftheaters].“ Im Gegensatz zum Dichterfürsten war Bruno Frank ein Hundeliebhaber. Von der Münchner Premiere des Stücks berichtete ein Kritiker: „Es war – Goethes Aversion gegen Hunde auf der Bühne widerlegend – eine besonders hübsche Aufführung.“ Frank und seine Frau besaßen mehrere schwarze Pudel – Thomas Mann nannte Frank einmal „der Herr der Pudel“ – und „dokumentierten den Bühnenerfolg [des Stücks] auf kuriose Weise: Sie legten zwei Fotoalben an mit Bildern von insgesamt 48 Hunden, die den »Toni« bei den Aufführungen des Stückes in verschiedenen deutschen Städten verkörperten.“

### Menschlichkeit
Thoss ist ein Politiker, der „Wasser redet und Wein trinkt“. In seiner Wahlrede prahlt er: „Wir wollen ehrlich jeden Gedanken aufgreifen, der das Volk aus seinen Nöten herausführen hilft.“ (531) Sobald sich das Volk jedoch in einer Einzelperson konkretisiert, vergisst er seine hehren Grundsätze.
Er beklagt sich bei seiner Frau, dass in der Kommissionssitzung zwei Stunden über eine Lohnerhöhung für einen Pförtner diskutiert wurde, in seinen Augen eine der „albernen Kleinigkeiten“ (520), mit denen man sich als Politiker herumschlagen muss. Als Viktoria sich nach Einzelheiten erkundigt, stellt sich heraus, dass Thoss gar nichts Näheres weiß und auch nicht wissen will. Er ist der Meinung, „daß uns heute vor lauter Ängstlichkeit und Zärtelei der Blick für das Ganze verloren gegangen ist“ (521). Seine Frau kontert: „Was ist denn das Ganze? Das Ganze sind die vielen Einzelnen ...“. Thoss ist da jedoch ganz anderer Meinung: „Man kann aber im Ganzen nichts tun, wenn man sich weichmütig beim Einzelnen aufhält.“ (521).
Nach diesem Bekenntnis seiner Grundüberzeugung ist Thoss’ Verhalten in der Affäre der nicht bezahlten Hundesteuer vorgezeichnet. Als Frau Vogl Thoss um Gnade für ihren Hund bittet, schlägt Viktoria vor, der Frau das Geld für die Hundesteuer zu schenken, worauf er heftig widerspricht, es gehe hier nicht ums Geld, sondern ums Prinzip. Seine Frau jedoch meint, es gehe nie um ein Prinzip, sondern immer um einen Menschen ... (528)
Bei einem späteren Gespräch zwischen Burdach und Viktoria bezeichnet diese die Hundesteuergeschichte „als kleine Härte“. Burdach antwortet lapidar: „Es gibt keine kleinen Härten.“ (539) Er habe Thoss’ Verhalten an die Öffentlichkeit gezerrt, denn: „Gefährlich ist jedenfalls ein hoher Beamter, der kein Herz hat.“ (541) und: „Herr Thoss hat in einer kleinen Sache unmenschlich gehandelt. Ich bin überzeugt, daß er es auch im Großen tun wird.“ (548)

### Männer und Frauen
Im Gespräch mit ihrer Freundin Lisa bekennt Viktoria augenzwinkernd, dass sie ihr eigenes Geschlecht nicht versteht: „Es weiß ja auch kein Mensch, warum wir Frauen einmal zehn Meter Stoff zu einem Kleid brauchen und einmal bloß zwei.“ (519) Ihr Mann jedoch weiß genau, was das Wesen einer Frau ausmacht: „Du bist wirklich eine rechte Frau!“, sagt er zu Viktoria. „Ich führe den Fall doch nur als Beispiel an.“ (521)
Frau Vogl hält den Männern ihren Hund als ein leuchtendes Beispiel vor: „Natürli is a Hund bloß a Hund. Aber was für a Hund! Da kunnt sich manchs Mannsbild a Beispiel dro’ nehma.“ (526) Und im übrigen sind Männer nach ihrer Meinung Drückeberger, wenn es darauf ankommt: „So san die Mannsbilder. Wann s’ hersteh’n solln, nacha drucka sie si’.“ (527)
Im Streitgespräch mit Burdach philosophiert Viktoria: „Frauen sind dazu da, die Härten auszugleichen, zu denen ihre Männer im Beruf gezwungen sind.“ Und auf Viktorias Frage: „Und wie handelt ein Mann?“ antwortet Burdach: „Ein Mann schlägt zu.“ (540)

### Kindheitserinnerung
Viktoria kann nicht verstehen, dass Burdach seine Existenz „ohne Sinn und Grund“ für einen Hund aufs Spiel setzt, und versucht, ihn zum Widerruf seines Skandalartikels zu bewegen, in dem er Thoss’ unmenschliches Verhalten anklagt. (542) Burdach erzählt daraufhin von einem prägenden Erlebnis seiner Kindheit:

„Genau vor unserem Haus begann eine große Steigung. Da fuhren jeden Tag die Lastfuhrwerke hinauf, mit schweren Steinlasten. Viele waren für die Pferde zu schwer. Aber die Pferde mußten hinauf. Sie legten sich ins Geschirr, daß die Riemen krachten. Oft ging es trotzdem nicht. Dann schlugen die Fuhrknechte zu. Auf die Pferderücken, in die Pferdegesichter. Mit dem Peitschenstiel auf die Nüstern, mit der Faust in die Augen, mit dem Stiefelabsatz in die Weichen. Es mußte eben gehen. Es ging auch immer. Das habe ich fünfzehn Jahre lang vom Fenster unserer Wohnung aus gesehen.“

Ein Versuch, gegen die Misshandlungen einzuschreiten, endete mit einer Tracht Prügel für Burdach. Damals schwor er sich, „daß ich nichts mehr dulden wollte, sobald ich erwachsen wäre“. (543) Diese Szene beruht auf tatsächlichen Kindheitserlebnissen von Frank, über die er sich 1925 in einem Illustriertenartikel ausgelassen hatte. Franks Kindheitserinnerung fand ihren Niederschlag auch in der kurzen Novelle Das Böse von 1911, in der er das „Aufeinandertreffen eines wohlerzogenen Edelmannes mit einem offenkundig bösartig-triebhaften Tierquäler“ beschreibt, „vor allem die Verwirrung des Eingreifenden ob der beobachteten Abscheulichkeit und seine Unfähigkeit zu strafen, die ihn verzweifeln und die Waffe gegen sich selbst richten läßt“.

## Verfilmungen
Link zum Bild

Siehe Bruno Frank, Verfilmungen.

## Hörspiele
- 1948, „Sturm im Wasserglas“, Radio München, Regie: Fritz Benscher.[30]
- 1948, „Sturm im Wasserglas“, Süddeutscher Rundfunk, Regie: Paul Land, Landesarchiv Stuttgart, Signatur R 5/001 D451070/001.[31]